# Saunders-Roe P.531
El Saunders-Roe P.531, también conocido como Saro P.531,  es un helicóptero de utilitario de cinco plazas, diseñado y construido por la compañía británica Saunders-Roe Limited (Saro).

## Desarrollo
El diseño del P.531 se inició en noviembre de 1957 como un desarrollo del diseño del Saro Skeeter. El P.531 realizó su primer vuelo el 20 de julio de 1958. Se desarrollaron tres P.531-0 a mayores, que fueron entregados a la Fleet Air Arm para pruebas y para familiarizarse con el modelo. Después de la evaluación, la Armada Real Británica realizó un pedido de 30 unidades, aunque durante su desarrollo pasaría a denominarse como Westland Wasp.

## Variantes
P.531
Prototipo equipado con motor Turmo 600, Una unidad fabricada.
P.531-0
Tres prototipos equipados con motor Turmo. Empleado por la Fleet Air Arm, condujo al posterior desarrollo del Westland Wasp.
P.531-2
Versión militarizada para la armada y el ejército británicos, equipado con un motor Blackburn Nimbus. Sirvió para el posterior desarrollo del Westland Scout.

## Operadores
Reino Unido
- Army Air Corps
- Fleet Air Arm

### Desarrollos relacionados
- Saro Skeeter
- Westland Scout
- Westland Wasp